# 十日町市バイオマスタウン構想
十日町市バイオマスタウン構想（とおかまちしバイオマスタウンこうそう）とは、十日町市に豊富にあるきのこ廃菌床、家畜排せつ物、林地残材、食品廃棄物など動植物に由来する廃棄物系バイオマスと未利用バイオマスを、実施可能な変換技術でバイオマスエネルギーとして利活用し、環境を重視した循環型社会の形成の推進を目的とする。

## 経過
- 2009年（平成21年）- 2月27日、十日町市バイオマスタウン構想が第32回で公表（農林水産省大臣官房環境バイオマス政策課バイオマス推進室）

## バイオマス資源
- 廃棄物系バイオマス 40,290 t /年
  - 家畜排せつ物（糞・尿）7,399 t /年
  - 廃菌床 15,534 t /年
  - 食品廃棄物 4,108 t /年
  - 廃食用油 90 t /年
  - 動物性油脂 350 t /年
  - 廃棄紙 2,184 t /年
  - 製材工場残材 701 t /年
  - 建設発生木材 6,331 t /年
  - 下水汚泥等 3,593 t /年
- 未利用バイオマス 39,186 t /年
  - 農作物非可食部 36,353 t /年
  - 林地残材 2,833 t /年

## 利活用事業
- 堆肥化事業
- 廃食用油・動物性油脂燃料化事業（バイオディーゼル）
- 木質固形燃料化事業（木質ペレット）
- メタン発酵事業
- 廃菌床飼料化事業
- 廃菌床燃料化事業
- 炭化事業
- その他
  - 事業系食品廃棄物の飼料化

## 利活用目標
- 廃棄物系バイオマス 利用率61％を91％に向上。
- 未利用バイオマス 利用率13％を14％に向上。
  - 林地残材 利用率8％を40％に向上。

## バイオマス利活用推進体制
- 十日町市バイオマス利活用協議会
- 十日町市民環境会議バイオマス利活用部会
- 十日町市バイオマスタウン構想推進委員会（環境基本計画推進委員会）
  - 総合政策課・環境衛生課・農林課・産業振興課・上下水道局
  - 川西・中里・松代・松之山支所市民課
  - JA十日町営農生活部